# Вербівська Надія Василівна
Надія Василівна Вербівська (нар. 29 жовтня 1928, Старий Косів, Косівський р-н, Івано-Франківська обл. — 24 жовтня 2011) — українська гончарка, майстриня гуцульської кераміки. Член Національної спілки художників України (1965), нагороджена медаллю «За трудову доблесть» (1967), член Національної спілки майстрів народного мистецтва України (1990), Заслужений майстер народної творчості України (1997).

## Біографія

Вербівська Надія Василівна за роботою

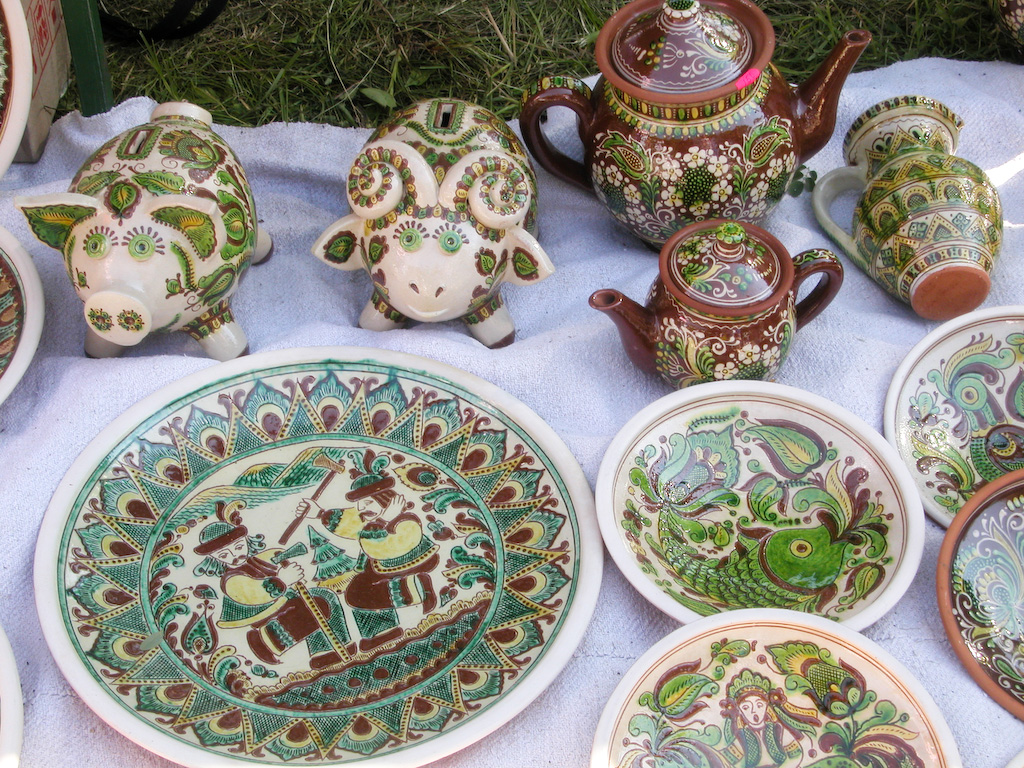
Косівська кераміка

Народилася 28 жовтня 1928 року в Старому Косові (нині у складі міста Косів) на Гуцульщині (Івано-Франківська область) в потомственній родині відомих гуцульських гончарів (онука Павлини Цвілик), в родині Заятчуків (мама відома гончарка: Стефанія Танасівна Заятчук, батько: Василь Федорович Заятчук), праонука Йосипа Совіздранюка.
З 1944 по 1946 роки навчалася у Косівському училищі прикладного мистецтва. З 1960 по 1984 роки працювала на Косівському художньо-виробничому комбінаті Спілки художників України.
Виготовляла побутові вироби: вази, тарілки, двійнята, баранчики, дзбанки, баклаги, декоровані тарелі, кахлі, куманці, свічники, келихи, оздоблені технікою ритування. У розписі переважав декор рослининного характеру із зображенням птахів, тварин та побутові сцени. Використовувала кольори притаманні косівській кераміці — зелений, жовтий, коричневий, тло — біле.

## Виставки
Учасниця багатьох всеукраїнських виставок кераміки: у Косові, Києві (1963, 1964, 1970, 1974, 1981), Івано-Франківську (1960, 1979); міжнародних: у Москві (1961, 1979), Брюссель (Бельгія) (1958), Махачкала (Дагестан) (1972) Канада, США, Німеччина, Італія, Югославія (1980), Рига (Латвія) (1973), Таллін (Естонія) (1974).
Твори зберігаються в музеях України: Косів, Коломия, Івано-Франківськ, Львів та за кордоном: у Польщі, Росії, США та в Італії (Всесвітній музей кераміки, Флоренція).
У 1989 році відбулася персональна виставка у Києві.
Вироби зберігаються у Національному музеї українського народного декоративного мистецтва, Музеї етнографії та художнього промислу.
У Національному музеї Гуцульщини та Покуття ім. Йосафата Кобринського (Коломия) зберігається понад 228 творів майстрині, з них — 103 кахлі.
Відомі роботи — «Гуцул і гуцулка» (1959), ваза «Бокариші» (1963), декорована таріль «По діброві вітер виє» (1964).

## Нагороди та звання
- Медалль «За трудову доблесть» (1967),
- Срібна медаль ВДНГ (1975),
- Заслужений майстер народної творчості України (1997).

## Родина
Діти: син Олександр Вербівський — майстер художньої кераміки, член НСМНМУ (1990), донька Оксана Вербівська-Кабин — майстриня художньої кераміки, член НСМНМУ (1990), член НСХУ (1995).
Сестра: Ірина Серьогіна — відома майстриня художньої кераміки, член НСХУ, заслужений майстер народної творчості України.
Мати: Заятчук Стефанія Танасівна (1909—1995) — майстриня художньої кераміки.
Бабуся: Павлина Цвілик (1891—1964) — народна майстриня косівської художньої кераміки, член Національної спілки художників України.